# МТБ-82
МТБ-82 — советский высокопольный троллейбус средней вместимости для внутригородских пассажирских перевозок, серийно производившийся с 1946 по 1961 год. Главный конструктор троллейбуса — Наум Черняков.
Изначально выпуск МТБ-82 был развёрнут на заводе № 82 Народного комиссариата авиационной промышленности СССР в подмосковном Тушине (в настоящее время — Тушинский машиностроительный завод). В 1951 году производство перенесли на завод имени Урицкого (в настоящее время — «Энгельсский завод электрического транспорта») в город Энгельс.
Названием машины является аббревиатура от «московский троллейбус», индекс соответствует номеру первого завода-изготовителя. Прилагательное московский в названии было следствием двух причин: секретности местоположения завода № 82 и расположения Тушина поблизости от Москвы; буквосочетание ТБ являлось в то время традиционным обозначением троллейбуса.
Полное число выпущенных МТБ-82 превышает пять тысяч машин. Это позволило МТБ-82 занять доминирующее положение среди моделей троллейбусов, работавших в СССР 1950-х годов. Основная масса троллейбусов этого типа была списана в конце 1960-х — начале 1970-х годов. Последние МТБ-82 были отставлены от работы с пассажирами в конце 1983 года в Кутаиси. Несколько сохранившихся МТБ-82 в различных городах бывшего СССР по состоянию на 2024 год являются музейными машинами. 

## История
Появившийся в СССР впервые в 1933 году троллейбус не прекращал своего развития и во время Великой Отечественной войны. В 1941—1945 годах было открыто пассажирское движение троллейбусов в ряде тыловых городов СССР, например, Кирове (см. Кировский троллейбус), Баку, Одессе. Победное завершение войны не мыслилось без восстановления и развития сильно разрушенной или изрядно деградировавшей транспортной инфраструктуры советских городов. Троллейбус в то время рассматривался как продвинутое решение транспортных проблем по сравнению с «полуустарелыми» трамваями и его развитие активно поддерживалось на самом высоком государственном уровне, иной раз даже в ущерб трамвайным хозяйствам. Поэтому спрос на подвижной состав для восстанавливаемых и вновь строящихся троллейбусных линий был очень велик, но в 1945 году в СССР не было предприятий по производству троллейбусов. Производивший до войны троллейбусы марки ЯТБ завод в Ярославле с её началом был перепрофилирован на выпуск военной продукции и не стал возвращаться к их производству после Победы. Однако последовавшее вскоре резкое сокращение выпуска вооружений и боеприпасов позволило переключить высвободившиеся производственные мощности на нужды гражданского хозяйства страны.
Соответственно в Академии коммунального хозяйства СССР в 1945 году были разработаны проекты трамваев, троллейбусов и автобусов различных типов для удовлетворения потребностей страны в подвижном составе для общественного транспорта. В этих проектах предусматривались прогрессивные на тот момент технические решения, но жизнь вносила существенные коррективы в их реализацию. Стране требовался максимально простой и технологичный подвижной состав, поскольку после войны общий уровень квалификации персонала транспортных хозяйств был зачастую недостаточен для эксплуатации сложных машин. Разработка и выпуск новых троллейбусов были поручены заводу № 82 Народного комиссариата авиационной промышленности в подмосковном Тушине. В качестве базы для новой машины послужил не пошедший в серию довоенный троллейбус ЯТБ-5, и, руководствуясь изложенными выше соображениями, заводчане внесли только самые необходимые изменения в его конструкцию, чтобы как можно быстрее приступить к серийному выпуску столь нужных стране троллейбусов.
Новая машина, получившая название МТБ-82, по концепции в общем повторяла ЯТБ-4 — конструкция с несущей рамой, на которую устанавливался корпус, косвенная неавтоматическая реостатно-контакторная система управления током через тяговый электродвигатель (ТЭД), обильное применение пневматических устройств. Главным новшеством в конструкции по сравнению с довоенными троллейбусами стал цельнометаллический корпус, сделанный из клёпаных стальных листов. Изначально корпус своей формой повторял дизайн ЯТБ-4 с двугранной утюгообразной лобовой оконечностью (вариант МТБ-82А), но в ходе совершенствования конструкции троллейбуса оконечность заменили на спрямлённую вертикальную; кузов стал алюминиевым (наследие авиационной специфики завода). Дизайн кузова заимствован у американского автобуса «Дженерал Моторс» 1940 года, аналогичный кузов имеет автобус ЗИС-155 советского производства. Так появилась наиболее массовая модификация МТБ-82Д, выпускавшаяся до снятия с производства без сколь-нибудь серьёзных изменений в конструкции.
В конце 1949 года завод № 82 вновь получил крупный военный заказ, для выполнения которого требовались все его мощности. Однако потребность в троллейбусах только возросла — за первые мирные годы открылось ещё несколько хозяйств в различных городах страны. Поэтому решением Совета Министров СССР производство троллейбусов МТБ-82Д было передано в г. Энгельс Саратовской области на завод имени Урицкого (ЗиУ), где имелись возможности по их крупносерийному выпуску. 1 мая 1951 года на ЗиУ был собран первый МТБ-82, к концу того же года потребителям было отгружено 25 троллейбусов. К 1955 году объём производства удалось довести до 320 машин в год. Ввиду простой и технологичной конструкции МТБ-82 особых проблем по его выпуску не было.
С другой стороны, в середине 1950-х годов стало ясно, что МТБ-82 уже не удовлетворяет требованиям времени, несмотря на все свои достоинства. Довоенная конструкция полностью исчерпала резервы своего развития. На повестку дня вставал вопрос о разработке троллейбусов большого класса с несущим кузовом, автоматической системой управления током через ТЭД, реализации условий повышенной комфортности поездки для пассажиров и удобства работы водителя. В последнем отношении МТБ-82 вообще не выдерживает какой-либо критики — узкие двери и проход по центру салона, маленькие окна, отсутствие передней накопительной площадки, непропорционально большая и промерзающая зимой насквозь кабина водителя. Всё это было следствием того, что на момент создания МТБ-82 стоял вопрос только об обеспечении перевозок пассажиров, а требования о комфортности поездки практически не принимались во внимание.
Поэтому с 1956 года Завод им. Урицкого начал работы по созданию новой машины. После экспериментальных ТБУ-1 был построен и успешно испытан ЗиУ-5 — троллейбус нового поколения, реализовавший в своей конструкции все упомянутые выше технические решения. 
Кузовные панели троллейбуса МТБ-82 были использованы при разработке новой модели трамвайного вагона МТВ-82. Причиной тому стал недостаток мостов и двигателей для укомплектования выпущенных кузовов. В результате на заводе собрали удлинённые кузова и поставили их на трамвайные тележки, соответствующим образом оборудовав. Экспромт оказался не совсем удачным — «широколобые» трамваи МТВ-82 не везде вписывались в габарит, и в дальнейшем осуществлялся выпуск трамваев с зауженной передней оконечностью. Конструкция трамвая и троллейбуса разнится достаточно сильно, и степень унификации этих транспортных средств невелика. В случае МТБ-82 и МТВ-82 унифицированными были только детали кузова и ряд вспомогательных устройств электро- и пневмооборудования.
- Вид по правому борту
- Вид сзади слева
- Вид спереди
- Вид спереди справа сверху

## Производство
Как упоминалось выше, серийное производство МТБ-82 было развёрнуто с 1946 по 1950 год на заводе № 82 Народного комиссариата авиационной промышленности и с 1951 по 1962 год на заводе имени Урицкого. Однако объём выпущенных машин этой марки не установлен до сих пор. Поскольку завод № 82 являлся секретным предприятием, то выпущенные на нём троллейбусы не имели заводских номеров и табличек, его документация имела грифы секретности и, соответственно, не публиковалась в открытых источниках. Тем не менее, по ряду косвенных признаков можно утверждать, что объём выпущенных на заводе № 82 троллейбусов был значительно меньше, чем на ЗиУ (хотя бы — по мотивации переноса производства на потенциально бо́льшие мощности и более долгий срок выпуска). Архивы ЗАО «Тролза» также являются закрытыми для широкой публики, но, по данным официального сайта предприятия, ЗиУ — ЗАО «Тролза» выпустил всего более 65 000 троллейбусов. Из них свыше 42 000 составляют ЗиУ-9 различных модификаций, около 17 000 — ЗиУ-5, а оставшиеся ~5000 приходятся на долю МТБ-82. Вместе с неопределённым, но значительно меньшим числом выпущенных «тушинских» МТБ-82 это даёт возможность утверждать о том, что общее число построенных МТБ-82 превышает 5000 штук. Визуальным отличием «тушинских» машин от «энгельсовских» была лобовая эмблема: первые украшались небольшой пятиконечной звездой с «крылышками» по бокам, на вторых звезда лишилась «крылышек» и увеличилась в размерах. Поздние «энгельсовские» МТБ-82 оснащались той же эмблемой, что впоследствии использовалась на ЗиУ-5, также они получили поворотники, расположенные над фарами.
На базе МТБ-82 вагоноремонтный завод в Сокольниках (СВАРЗ) переделывал и выпускал некоторые другие виды троллейбусного подвижного состава. Довоенные машины серии ЯТБ на этом предприятии также переделывались под кузов и оборудование МТБ-82, но несколько в ином виде, чем тушинские МТБ-82М. Такой вариант модернизированных троллейбусов получил название МТБ-10. Впоследствии СВАРЗ выпускал прицепы и сочленённые троллейбусы СВАРЗ-ТС на базе МТБ-82.

## Работа в городах СССР и за рубежом
МТБ-82 централизованно поставлялся в подавляющее большинство работавших в 1946—1960 гг. троллейбусных хозяйств СССР. Поскольку в то время других отечественных производителей троллейбусов, кроме завода № 82 и с 1951 года ЗиУ, не существовало, то вплоть до своего снятия с производства МТБ-82 был безальтернативным вариантом. В уже существовавших к 1946 году троллейбусных хозяйствах МТБ-82 работали совместно с довоенными машинами ЯТБ, а во вновь созданных до 1960 года они были первооткрывателями движения и занимали монопольное положение — иных марок подвижного состава там просто не существовало. Даже после начала массового выпуска ЗиУ-5 удельная доля МТБ-82 ещё достаточно долго оставалась значительной. МТБ-82 работали в Москве, Ленинграде, Киеве, Минске, Горьком, Красноярске, Кишинёве, Баку, Куйбышеве, Харькове, Воронеже, Казани и многих других городах СССР.
После окончания серийного выпуска МТБ-82 они ещё долго работали на городских маршрутах и списывались чаще всего не из-за технического состояния (оно более чем позволяло дальнейшую эксплуатацию), а как морально устаревшие машины. Из-за наличия поставок более многочисленных ЗиУ-5, а впоследствии и ЗиУ-9, не было смысла пытаться сохранить старые машины. Поэтому в основном к 1970—1975 годам МТБ-82 исчезли с улиц городов СССР, а немногочисленные оставшиеся троллейбусы этой марки стали служебными или музейными машинами. В некоторых троллейбусных хозяйствах Грузии МТБ-82 работали до начала 1980-х годов, были отдельные случаи и в других троллейбусных системах, когда МТБ-82 «задерживались на работе». Например, в Горьком (1947—1971) крайне узкие и небольшие помещения депо № 1 в Нагорной части города не могли обслуживать габаритные ЗиУ-5, поэтому до 1971 года оно работало только с МТБ-82, тогда как в Заречной части ЗиУ-5 их полностью вытеснили.
МТБ-82 работали также в ряде зарубежных стран социалистического блока: Болгарии, Венгрии, Румынии, Югославии.

## Модификации
- МТБ-82А — первый вариант машины со стальным кузовом. Эта модификация легко отличима по двугранной «утюгообразной» лобовой оконечности по образцу довоенных троллейбусов ЯТБ-4. На МТБ-82А устанавливался ТЭД марки ДК-201 мощностью 74 кВт. Имел 33 места для сидения и номинальную вместимость 53 пассажира. К 1 мая 1946 года было изготовлено 3 экземпляра[3].
- МТБ-82М — первый вариант машины со стальным кузовом и вертикальным лобовым листом, подобный автобусу ЗИС-155. На МТБ-82М устанавливался ТЭД марки ДК-202 мощностью 78 кВт. Троллейбусы ранних выпусков имели разнесённые по углам кузова фары (т. н. «рыба-молот»).
- МТБ-82Д — основной массовый вариант троллейбуса, запущенный в серию в 1948 году. Материал кузова в силу технологических особенностей завода заменили на алюминий, двигатель заменили на более мощный ДК-202Б мощностью 80 кВт (в некоторых источниках[где?] упоминается 86 кВт), в связи с этим были внесены небольшие изменения в схему электрооборудования.
- МТБ-10 — модернизация довоенных машин серии ЯТБ путём удлинения рамы и установки кузова от МТБ-82М (а впоследствии и МТБ-82Д) в 1946—1948 гг. Модернизированный таким образом троллейбус внешне практически ничем не отличался от оригинальных МТБ-82М или МТБ-82Д и по сравнению с ними имел чуть большую массу.
- МТБ-ВСХВ — так же существовал вариант МТБ-ВСХВ для обслуживания экскурсионной линии на Всесоюзной сельскохозяйственной выставке. От серийных машин эти троллейбусы внешне отличались отсутствием маленьких овальных окон для стоящих пассажиров, так как основные окна были увеличены по высоте вплоть до окончания подкрышевого скоса. Закруглённые борта крыши оснащались продольной горизонтальной линией декоративных огней. На заводе СВАРЗ было переоборудовано подобным образом как минимум десять таких машин (парковые номера в интервале 1750—1780).
- Ленинград-1 — неофициальное название модернизированных в Ленинграде МТБ-82Д с новым кузовом. В 1958 г. на ленинградском вагоноремонтном заводе был разработан кузов оригинальной конструкции, который устанавливался на шасси от списанных МТБ-82Д. Кузов имел изменённую переднюю и заднюю части, а также боковое остекление с опускными форточками, по конструкции подобное остеклению автобуса ЗиЛ-158; лобовая часть имела большие лобовые стёкла и была сходна с автобусом ЗиС-127. В салоне сиденья левого ряда сделали одноместными, что значительно увеличило ширину прохода, предельная вместимость троллейбуса стала равняться 90 пассажирам. Конструкция троллейбуса также была усовершенствована — появились указатели поворотов (на серийных МТБ-82Д они отсутствовали), улучшилось искусственное освещение салона (было установлено в 2 раза больше светильников), была переоборудована цепь управления РКСУ на низковольтное питание 12 В, для чего установлен дополнительный мотор-генератор. Всё остальное (рама, шасси, автомеханическое и электрическое оборудование) бралось от МТБ-82Д. Было собрано несколько экземпляров, которые эксплуатировались в Ленинграде. Как минимум были переоборудованы троллейбусы с бортовыми № 252, 265, 301 и 309[4].

Некоторые из серийных «экспортных» МТБ-82 имели отличающееся от стандартного оформление лобовой оконечности — большую хромированную декоративную решётку. Однако нет никаких данных о том, делалось ли такое оформление на заводе или оно было местной самодеятельностью.

## Оценка проекта
На момент появления МТБ-82 был классическим троллейбусом в своём классе и за исключением цельнометаллического кузова не имел сколь-нибудь заметных новшеств в своей конструкции. С другой стороны, применение проверенных многолетней практикой технических решений и отсутствие экономии на материалах позволили получить исключительно простую и надёжную машину. Водители-ветераны нижегородского троллейбусного депо № 1 иной раз скептически и даже на грани издёвки говорили новичкам, что ЗиУ-5 и ЗиУ-9 такие же неженки, как и новички-водители. В качестве своеобразного «теста на профпригодность» новичку предлагалось запустить в линию долго стоявший в резерве МТБ-82, у которого «трава в салоне выросла». Хорошее знание техники, простое устройство МТБ-82 и его нетребовательность к окружающим условиям делали эту задачу хоть и трудной, но вполне посильной. ЗиУ-5 и ЗиУ-9 после долгого простоя требовали куда более серьёзного вмешательства. Однако на этом список достоинств МТБ-82 заканчивался.
Список недостатков МТБ-82 был значительно более объёмным, причём это касалось как работы водителя, так и комфорта пассажиров. Рамная конструкция вместе с кузовом обладала большой массой: этот показатель у МТБ-82 составлял 9,25 т, а у ЗиУ-5 — 9,8 т. При этом последний был классом выше — троллейбусом большой вместимости, а не средней, как МТБ-82. Усилитель рулевого управления на МТБ-82 отсутствовал, что требовало от водителя большой физической силы и выносливости. Также водитель был обязан чётко выполнять временну́ю последовательность включения пусковых сопротивлений при разгоне. Хотя система управления имела защиту от неправильного их включения, но каждая позиция контроллера имела определённое предельное время включения. Его превышение было чревато перегревом и сгоранием пускотормозных сопротивлений. Из ходовых позиций только 8-я и 11-я допускали неограниченное время движения, поэтому владение педалью хода у водителя МТБ-82 должно было быть отточенным до автоматизма. Постоянное изменение позиций контроллера при разгоне-торможении не лучшим образом сказывалось на утомляемости водителя. Поэтому внедрение автоматического сервоуправления при коммутации пускотормозных сопротивлений было одним из самых важных требований к следующему поколению троллейбусов. В зимнее время непропорционально большая кабина водителя плохо отапливалась; по воспоминаниям нижегородских женщин-водителей, «сидит вожатая, закутанная в шубу как квочка», и ведёт свою машину как танк, смотря через узкую смотровую щель в заледеневшем лобовом стекле у маломощного оконного обогревателя.
Комфорта у пассажиров при поездке на МТБ-82 практически не было. Очень узкие двери и отсутствие передней накопительной площадки затрудняли вход и выход, провоз габаритного багажа или детской коляски. Проход между двухрядными сиденьями в середине салона был неширок, а сами сиденья располагались весьма близко друг к другу. Достаточно сказать, что в МТБ-82 было 38 сидячих мест при полной вместимости 86 человек, а в ЗиУ-5 — 35 и 112 соответственно. Низкие окна затрудняли обзор стоящим пассажирам (а при отсутствии точки радиотрансляции не было иного способа узнать нужную остановку, кроме как заглянув в окно), невысокий потолок затруднял проезд людям высокого роста.

## Описание конструкции

### Рама и кузов
Троллейбус МТБ-82 представляет собой машину рамной конструкции: все узлы и агрегаты монтируются на раме, которая воспринимает все статические и динамические нагрузки, обеспечивая необходимую прочность всему троллейбусу в целом. Рама МТБ-82 состоит из соединённых между собой сваркой двух продольных лонжеронов и нескольких поперечных ферм. К этим силовым несущим элементам крепятся все основные узлы и агрегаты троллейбуса — кузов, тяговый двигатель ДК-202Б, балки переднего и заднего мостов на подвеске из полуэллиптических листовых рессор, пневмокомпрессор и баллоны для сжатого воздуха.
Кузов МТБ-82 представлял собой сварной остов из гнутых профилей различных толщины и сечения, обшитый алюминиевыми кузовными панелями, которые приклёпывались к несущим конструкциям каркаса кузова. Кузов крепился к раме троллейбуса и в принципе может быть заменён на другой в случае каких-либо повреждений. Изнутри кузов обшивался отделочной фанерой, для улучшения эстетического восприятия пассажирами ряд металлических деталей (поручни, ручки, оконные элементы) хромировался. Дощатый пол настилался на раму и покрывался резиновым покрытием. Для доступа к ряду узлов и агрегатов в полу были сделаны люки. В МТБ-82 ставились мягкие сиденья диванного (на пружинах) типа. В процессе серийного производства рама и кузов МТБ-82 оставались практически неизменными.
Кузов имеет два дверных портала: один — в задней оконечности, другой — сзади колёсной арки переднего моста. В дверных порталах устанавливаются ширмовые двери. Со внутренней стороны кузова над дверными порталами установлены коробки для пневматических приводов открытия и закрытия дверей. Кабина водителя отделяется от пассажирского салона плоской переборкой со входной дверью и двумя стёклами.
Снаружи кузов троллейбуса на заводе окрашивался автоэмалями по типовой схеме: борта и юбка — насыщенного синего цвета, верх — жёлтый. Иные схемы раскраски были, как правило, деповской самодеятельностью на местах. Нижегородский музейный МТБ-82 воспроизводит заводскую схему окраски троллейбусов этого типа.
В целом рама и кузов МТБ-82 имели более чем достаточный запас прочности и долголетия. Хорошая производственная дисциплина конца 1940-х — 1950-х годов и внимание к качеству выпускаемой продукции позволили свести к нулю влияние потенциально деструктивной электрохимической коррозии алюминиевого кузова от контакта со стальной рамой. Нижегородский музейный МТБ-82 после 20 лет работы и последующих 20 лет стояния в заброшенном состоянии под открытым небом вполне удовлетворительно сохранил свой корпус. Хотя в настоящее время он также экспонируется под открытым небом, его корпус и рама тщательно окрашиваются во избежание дальнейшей коррозии материалов.

### Мосты
МТБ-82 является двухосным троллейбусом, у которого ведущими колёсами являются задние, а передние служат для задания и смены направления движения. Колёса, полуоси, элементы тормозных механизмов и подвески собраны в отдельный конструктивный узел — так называемый мост. Оба моста подвешиваются к раме МТБ-82 на полуэллиптических листовых рессорах. Передний и задний мосты существенно различаются по конструкции, так как, помимо общих функций, они выполняют свои специфические задачи. Передний мост является менее массивным и сложным по устройству, чем задний; он содержит в себе механизм поворота колёс. Задний мост состоит из массивной балки, прикрывающей полуоси колёс и главную передачу червячного типа, передающую крутящий момент с карданного вала от тягового двигателя на полуоси колёс.

### Пневмооборудование
Троллейбус МТБ-82 оснащался богатым набором пневматического оборудования для обеспечения работы многих узлов и агрегатов машины. Оно включало в себя компрессор, приводимый в действие вспомогательным электромотором, фильтр для очистки забортного воздуха, резервуары для его хранения, электропневматический регулятор давления в системе, механический клапан аварийного стравливания при отказе регулятора давления, главную магистраль и потребители сжатого воздуха. К последним относились пневмоприводы барабанных тормозов на обоих мостах троллейбуса, механизмы открытия и закрытия дверей, приводы лобовых стеклоочистителей.

### Электрооборудование
Электрооборудование троллейбуса МТБ-82 получает питание напрямую от двухпроводной троллейбусной контактной сети с напряжением 550 В посредством подвижных штанг-токосъёмников. В его состав входят:
- тяговый электродвигатель (ТЭД) смешанного возбуждения ДК-202Б;
- пускотормозные сопротивления;
- контакторы группового реостатного контроллера;
- контроллер водителя (реверс тягового электродвигателя);
- радиореактор для подавления помех радиоприёму;
- мотор-компрессор пневмосистемы машины;
- цепи наружного освещения, световой и звуковой сигнализации;
- цепи внутреннего освещения пассажирского салона и кабины водителя;
- цепи обогрева пассажирского салона и лобового стекла.

Некоторые из устройств-потребителей электроэнергии являются низковольтными, однако МТБ-82 не имеет полностью электрически развязанной с контактной сетью низковольтной подсистемы. Вместо этого разнообразные потребители последовательно подключаются между собой таким образом, чтобы суммарное падение напряжения на них составляло 550—600 В. Например, таким образом соединены лампы освещения пассажирского салона номиналом в 120 В; некоторые из одиночных устройств-потребителей электроэнергии подключены через ограничительные (балластные) сопротивления. В случае пропадания напряжения в контактной сети, отрыва от неё штанг или на стоянке с опущенными штангами аварийное освещение салона и кабины водителя, звуковой сигнал, внешняя световая сигнализация также могут получать электропитание от аккумуляторных батарей. Хотя при определённых условиях возможно прохождение электрического тока от аккумуляторных батарей через ТЭД, движение МТБ-82 за счёт запасённой в аккумуляторах энергии является невозможным — ограничительные сопротивления и малое напряжение аккумуляторов не позволяют получить достаточный пусковой ток и вращающий момент.
Главными узлами электрооборудования МТБ-82 являются тяговый электродвигатель ДК-202А мощностью 80 кВт и система управления проходящим через него электрическим током. Двигатель ДК-202Б является электромотором коллекторного типа и смешанного возбуждения. Обмотка возбуждения состоит из двух цепей, одна из которых включена последовательно с роторной цепью, а вторая — параллельно. Это позволяет использовать преимущества обоих типов возбуждения в одном двигателе.
Система управления током через ТЭД реостатно-контакторная (РКСУ) неавтоматическая косвенная (так называемый групповой реостатный контроллер). Все коммутации силовых цепей из пускотормозных сопротивлений и ТЭД выполняются водителем посредством управляемого педалями контроллера. Контроллер содержит в своём составе реверсную, пусковую и тормозную подсистемы. При своём ходе педали замыкают и размыкают служебные управляющие цепи напряжением в 100 В. К этим цепям подсоединены контакторы, которые коммутируют пускотормозные сопротивления в силовой цепи ТЭД. Таким образом организуется некоторое отделение водителя от сильноточных цепей с целью повышения электробезопасности. Контроллер имеет специальную систему блокировок, исключающую варианты замыкания контакторов, приводящие к прохождению чрезмерных токов через ТЭД и пускотормозные сопротивления в результате явно неправильных действий водителя (например, одновременного нажатия на педали хода и тормоза). Пускотормозные сопротивления ограничивают ток через ТЭД, таким образом управляется его скорость вращения и развиваемый крутящий момент. В режиме торможения РКСУ формирует отключённую от контактной сети замкнутую цепь из ТЭД (работающего в режиме электрического генератора) и включённых в качестве нагрузки тормозных сопротивлений. Возникающий в этой цепи ток создаёт внутри обмоток статора и ротора ТЭД противонаправленные магнитные потоки, приводящие к возникновению механического момента силы, стремящегося остановить вращение ротора. Таким образом реализуется электродинамическое торможение троллейбуса. МТБ-82 имеет ограниченную возможность рекуперативного торможения — подключение ТЭД на последней ходовой позиции организовано так, что при превышении максимальной скорости в 55 км/ч (например, при движении под уклон) он не может превысить определённую угловую скорость вращения и отдаёт избыточную энергию в контактную сеть. Тем самым он стабилизирует скорость троллейбуса на максимальной отметке, притормаживая его при её превышении.

### Тормозная система
Троллейбус МТБ-82 оснащался тремя типами тормозов (не считая упомянутого выше рекуперативного — так как с его помощью нельзя замедлить троллейбус при скорости ниже 55 км/ч) — электродинамическим, пневматическим и ручным стояночным механическим. Последние два по своей сути являются приводами колодочно-барабанного тормозного механизма на обоих мостах машины. При торможении и остановке они работали в следующей последовательности: сначала троллейбус тормозился электродинамически, его кинетическая энергия трансформировалась в ТЭД в электрическую и рассеивалась в виде тепла на пускотормозных сопротивлениях. При малых скоростях электродинамическое торможение теряло свою эффективность и троллейбус дотормаживался колодочно-барабанным тормозом — колодки прижимались пневмоприводом к тормозному барабану, и за счёт силы трения оставшаяся часть кинетической энергии переходила в тепловую, нагревая барабан и колодки. Остановившийся троллейбус фиксировался на месте ручным стояночным тормозом. В случае экстренного торможения все три типа тормозов могли были быть использованы одновременно.

## Сохранившиеся экземпляры
По данным сайта Transphoto.org, в настоящее время сохранилось 15 троллейбусов МТБ-82 и 1 МТБ-82М. Все эти машины стали музейными экспонатами.
Ходовые машины находятся в Кирове, Кишинёве, Москве, Санкт-Петербурге и Минск
В Москве находятся 2 троллейбуса МТБ-82 (одна из них ходовая № 1777, другой памятник № 1877) и 1 МТБ-82М № 1116 (см. Музей пассажирского транспорта Москвы).
В Музее электрического транспорта Санкт-Петербурга находятся 4 троллейбуса (один из них № 226 восстановлен до ходового состояния в 2008 году, остальные ожидают реставрации).
В Риге ожидает реставрации МТБ-82Д, точно такой же ожидает реставрации и в Каунасе.
В Нижнем Новгороде на территории трамвайного депо совместно с ЗиУ-5Д стоит МТБ-82Д.
В Киеве находится неходовой МТБ-82Д.
Первый троллейбус Минска МТБ-82Д в 1972 году был установлен на постамент, но в 2009 году был снят и перевезён на территорию троллейбусного парка № 2 .
Кировский МТБ-82 стоит в троллейбусном депо № 1. Он был введён в эксплуатацию 24 апреля 1953 года, а списан 17 октября 1969 года. Пробег на момент списания — 980 тысяч км. С апреля по октябрь 2003 года проведено восстановление троллейбуса бригадой ремонтников КТУ до ходового состояния.
В 2022 году в Казань прибыл на восстановление МТБ-82Д, ранее находившийся в Оренбурге в качестве сарая.
В Будапеште находится МТБ-82Д, восстановленный в 2019 году до неходового состояния.
Также в Чернобыльской зоне отчуждения, в селе Копачи, находился кузов МТБ-82Д, использовавшийся в качестве бытовки рабочих ДРСУ, но после пожара в 2020 году в нём выгорел салон.
Корпус мтб 82 сохранился в Припяти

## МТБ-82 в искусстве
Троллейбус МТБ-82 не раз попадал в кадры художественных и документальных фильмов, снятых в 1950-х годах, и стал одним из видимых символов той эпохи. Поскольку практически все МТБ-82 окрашивались в синий цвет, у советских горожан того времени в разговорной речи даже появилось устойчивое выражение «синий троллейбус». Поскольку к середине 1950-х годов все довоенные троллейбусы были либо модернизированы до уровня МТБ-82, либо списаны, то «синий троллейбус» однозначно относился к этой марке подвижного состава. В этом качестве он не раз попадал в поэтическое творчество тех лет, например, «Песенку о полночном троллейбусе» Булата Окуджавы:

Когда мне невмочь пересилить беду,
когда подступает отчаянье,
я в синий троллейбус сажусь на ходу,
в последний, в случайный.

Сцена с троллейбусом МТБ-82 открывает художественный фильм «Первый троллейбус». Минский экземпляр МТБ-82 можно увидеть в фильме «Стиляги» (этот троллейбус окрашен в торжественный бело-красный цвет, в то время как все минские МТБ имели, как и троллейбусы других советских городов, жёлто-синюю окраску).
Описанием МТБ-82 начинается первый роман Юрия Трифонова «Студенты» (1950): «Две остановки от дома он проехал в троллейбусе — в новом, просторном, жёлто-синем троллейбусе, — до войны таких не было в Москве. Удобные кресла были обиты мягкой кожей шоколадного цвета и узорчатым плюшем. Троллейбус шёл плавно, как по воде».
Троллейбус МТБ-82 можно увидеть в кинофильме «Старые песни о главном-2» (за рулём — певица Валерия).

## Троллейбусный поезд
Первый в мировой практике троллейбусный поезд был создан в депо № 2 киевским изобретателем Владимиром Векличем в 1966 году с использованием двух троллейбусов марки МТБ-82/82Д, которые были соединены между собой по системе Владимира Веклича. Поезда МТБ получили широкое распространение. Только в Киеве за период с октября 1967 года до июля 1968 года их было сформировано 48 единиц. Экономический эффект от их внедрения только на маршруте № 6 Киева за 1968 год, где использовалось 25 троллейбусных поездов МТБ, составил около 160 тысяч руб.
Технические характеристики троллейбусных поездов МТБ-82:
| Название технической характеристики                           | Значение     |
| ------------------------------------------------------------- | ------------ |
| Общая длина                                                   | 21,73 м      |
| Число сидячих мест                                            | 78           |
| Вместимость при наполнении на один квадратный метр пола:      |              |
| 4 человек                                                     | 130 человек  |
| 8 человек                                                     | 184 человека |
| Среднее ускорение до выхода на номинальную характеристику     | 1 м/с²       |
| Замедление во время пневматического электрического торможения | 4 м/с²       |

- Позже Владимиром Векличем была усовершенствована его система так, что позволяла быстро расцеплять троллейбусные поезда МТБ прямо на маршруте между утренними и вечерними часами пик. После разъединения водитель поезда продолжал движение в первом троллейбусе, а водитель следующего за ним поезда пересаживался во второй. Освободившийся поезд оставался на маршруте для отстоя или следовал в депо для профилактического осмотра[10][14].
- Троллейбус МТБ-82 можно увидеть на почтовой марке «Автотранспорт» из серии «Россия. XX век. Техника», выпущенной в 2000 году[15].